# Dypsis brittiana
Dypsis brittiana är en enhjärtbladig växtart som beskrevs av Rakotoarin. Dypsis brittiana ingår i släktet Dypsis och familjen Arecaceae. IUCN kategoriserar arten globalt som akut hotad.
Artens utbredningsområde är Madagaskar. Inga underarter finns listade i Catalogue of Life.